# Keeper of the Seven Keys - Part II
Keeper of the Seven Keys – Part II è il terzo album in studio del gruppo musicale tedesco Helloween, pubblicato il 29 agosto 1988 dalla Noise Records.
È composto da nove canzoni (la maggior parte delle quali composte dal chitarrista Michael Weikath) ma, in diverse edizioni, è stata inclusa o aggiunta, nella track-list, la traccia Save Us pubblicata come ultimo singolo estratto dall'album.
Si tratta del lavoro più famoso del gruppo, arrivato fino al quinto posto della classifica tedesca e certificato disco d'oro per le vendite. È inoltre l'ultimo album del gruppo registrato assieme a Kai Hansen, che decise di abbandonare gli Helloween durante il tour promozionale; Hansen, che fu sostituito da Roland Grapow, fonderà i Gamma Ray. La copertina sembra ispirata alle tre cime di Lavaredo, tra le vette dolomitiche più celebri.

## Tracce
Testi e musiche di Michael Weikath, eccetto dove indicato.
1. Invitation – 1:06
2. Eagle Fly Free – 5:08
3. You Always Walk Alone – 5:08 (Kiske)
4. Rise and Fall – 4:22
5. Dr. Stein – 5:03
6. We Got the Right – 5:07 (Kiske)
7. March of Time – 5:13 (Hansen)
8. I Want Out – 4:39 (Hansen)
9. Keeper of the Seven Keys – 13:38

### Traccia presente in alcune pubblicazioni
1. Save Us (compare come traccia numero 7 o 10) – 5:12 (Hansen)

## Formazione
- Michael Kiske - voce
- Kai Hansen - chitarra, tastiere
- Michael Weikath - chitarra
- Markus Großkopf - basso
- Ingo Schwichtenberg - batteria

## Classifiche
| Classifica (1988) | Posizione massima |
| ----------------- | ----------------- |
| Austria           | 9                 |
| Finlandia         | 2                 |
| Germania          | 5                 |
| Giappone          | 27                |
| Norvegia          | 12                |
| Paesi Bassi       | 47                |
| Regno Unito       | 24                |
| Stati Uniti       | 108               |
| Svezia            | 7                 |
| Svizzera          | 6                 |